# سادووو، استان وارنا
سادووو (به بلغاری: Sadovo) روستایی در بلغارستان است که در شهرستان آورن واقع شده‌است.